# Typhlomyrmex pusillus
Typhlomyrmex pusillus är en myrart som beskrevs av Carlo Emery 1894. Typhlomyrmex pusillus ingår i släktet Typhlomyrmex och familjen myror. Inga underarter finns listade i Catalogue of Life.

## Bildgalleri

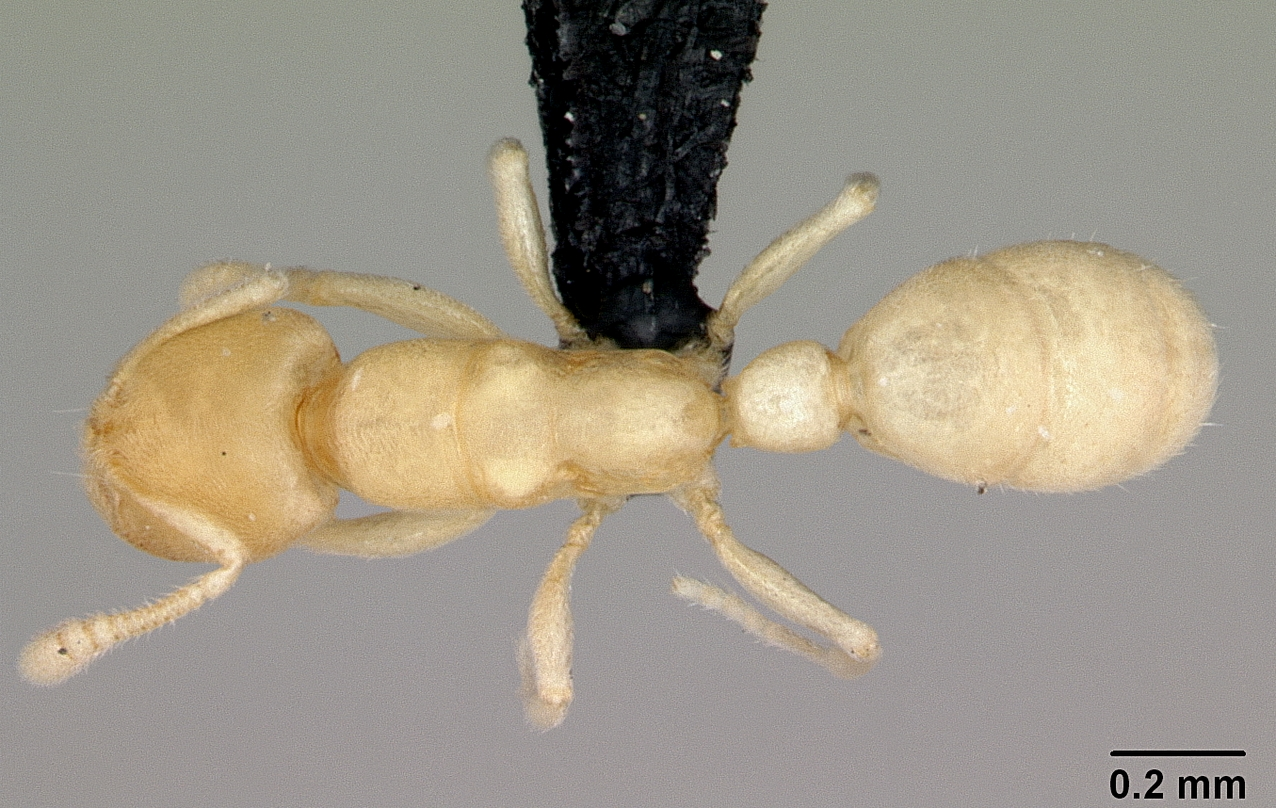
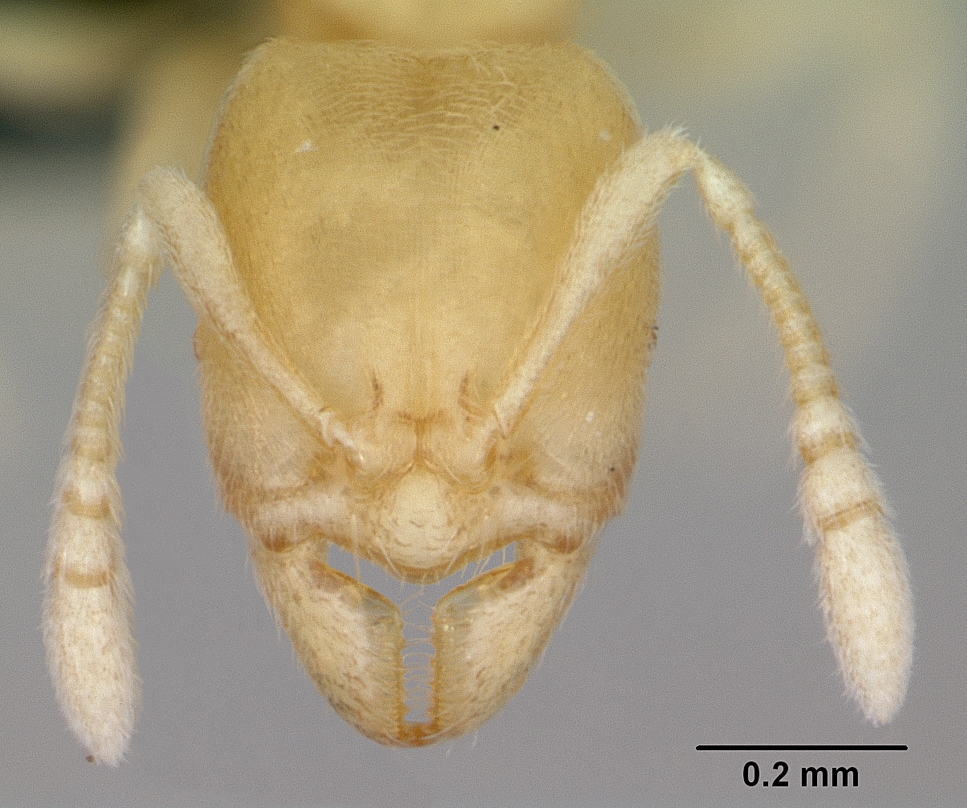
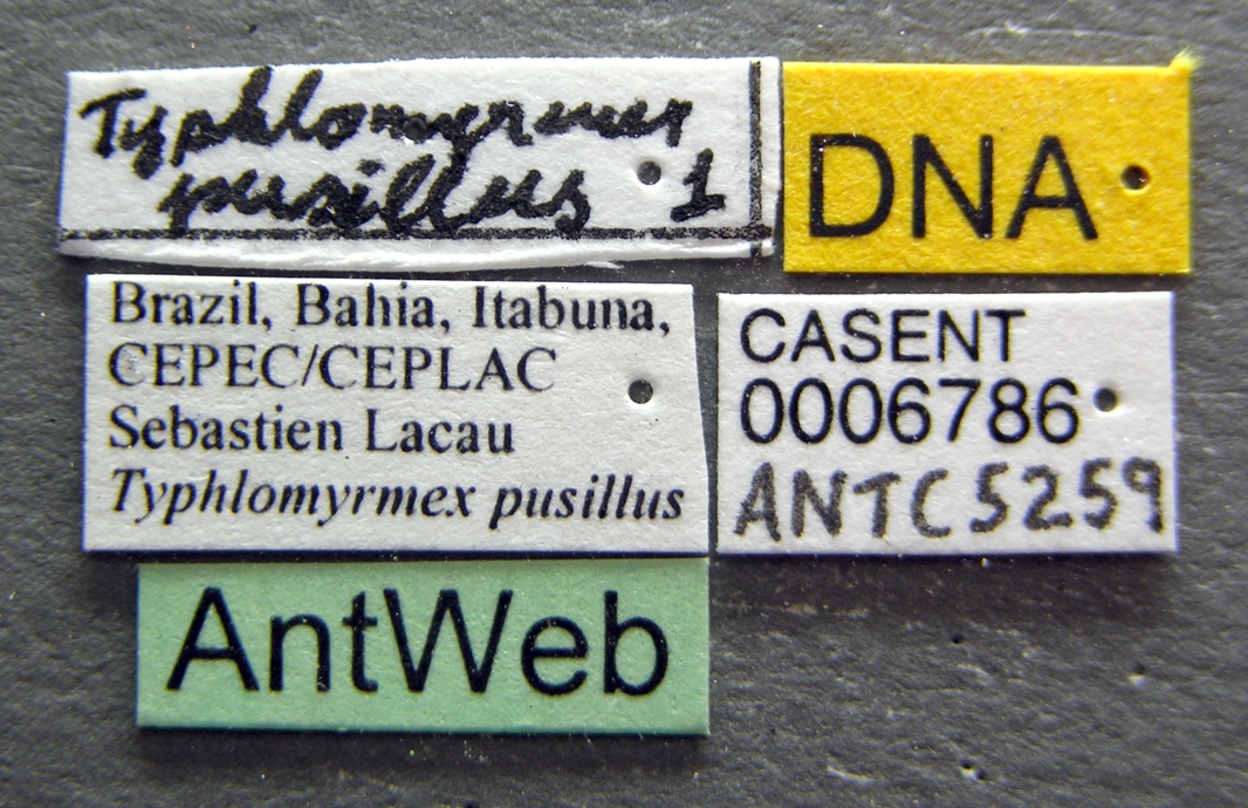
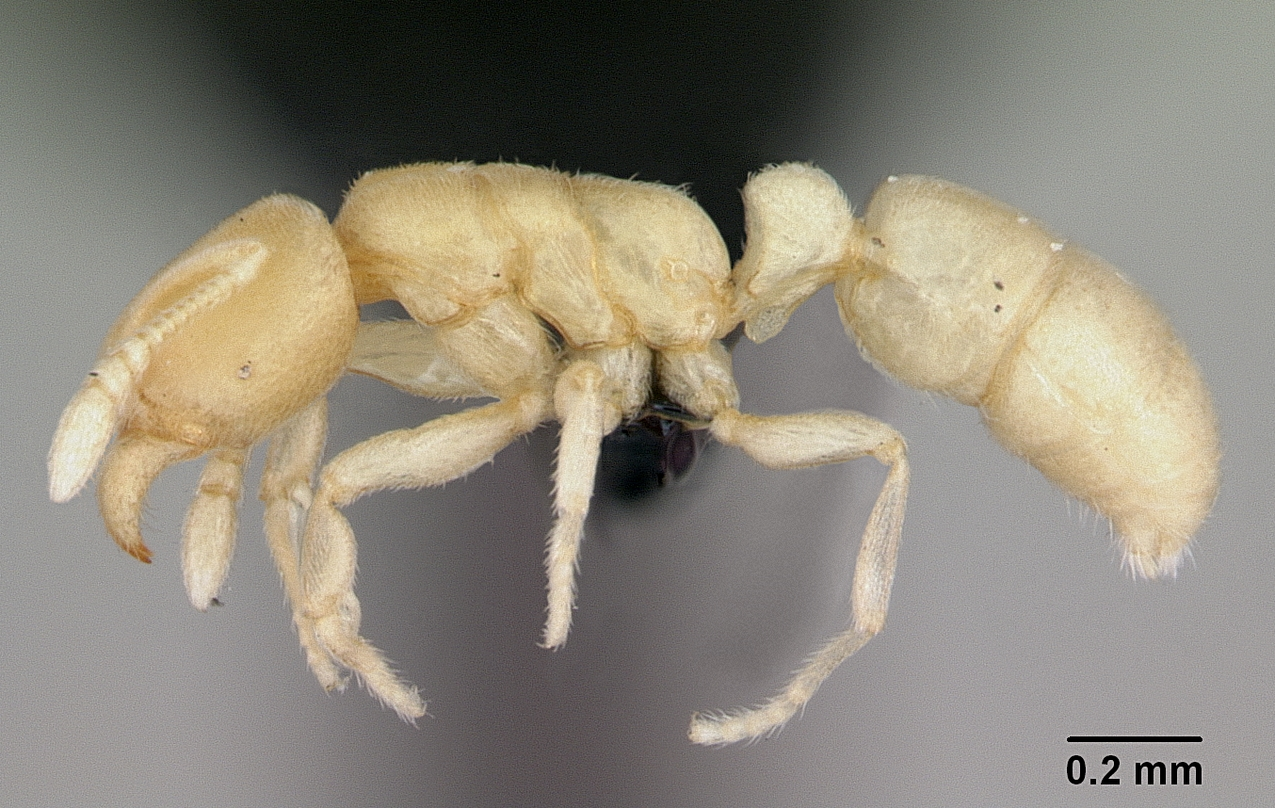
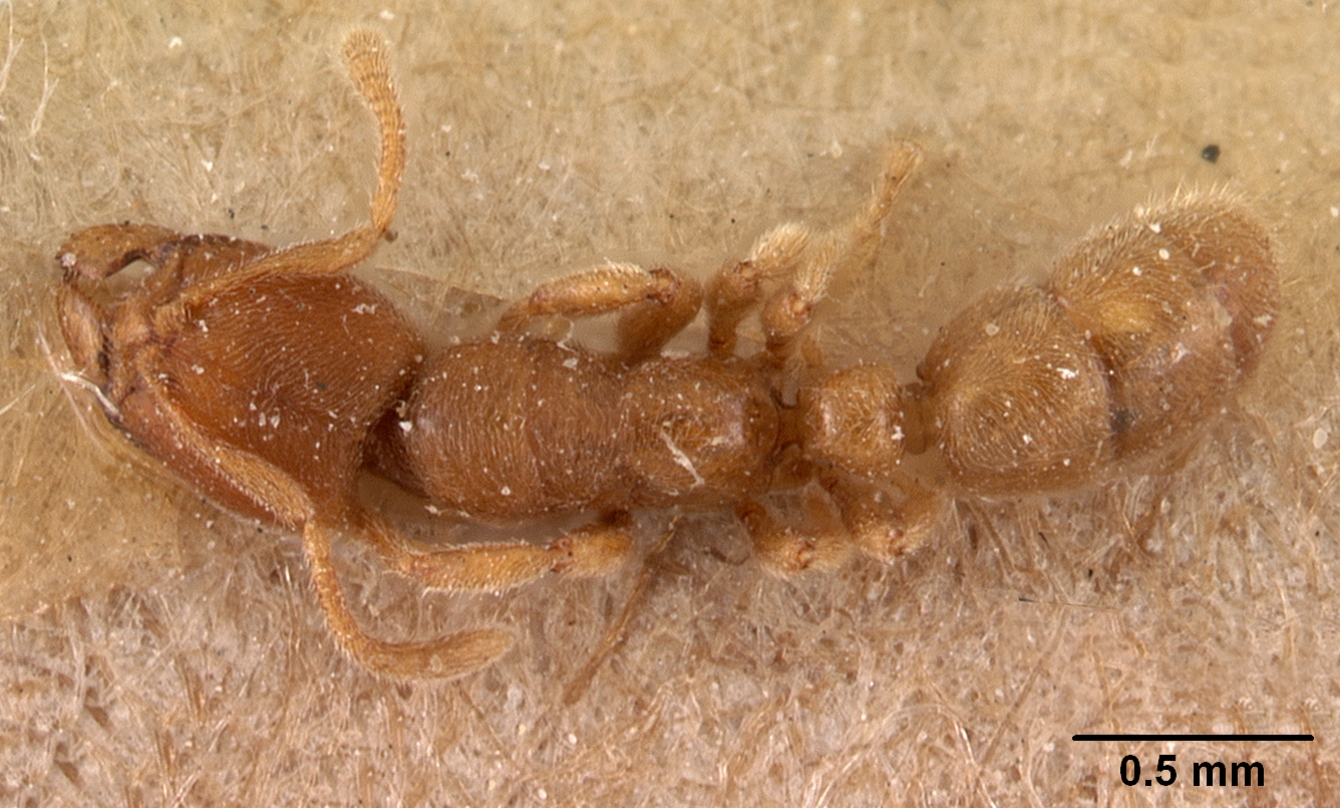
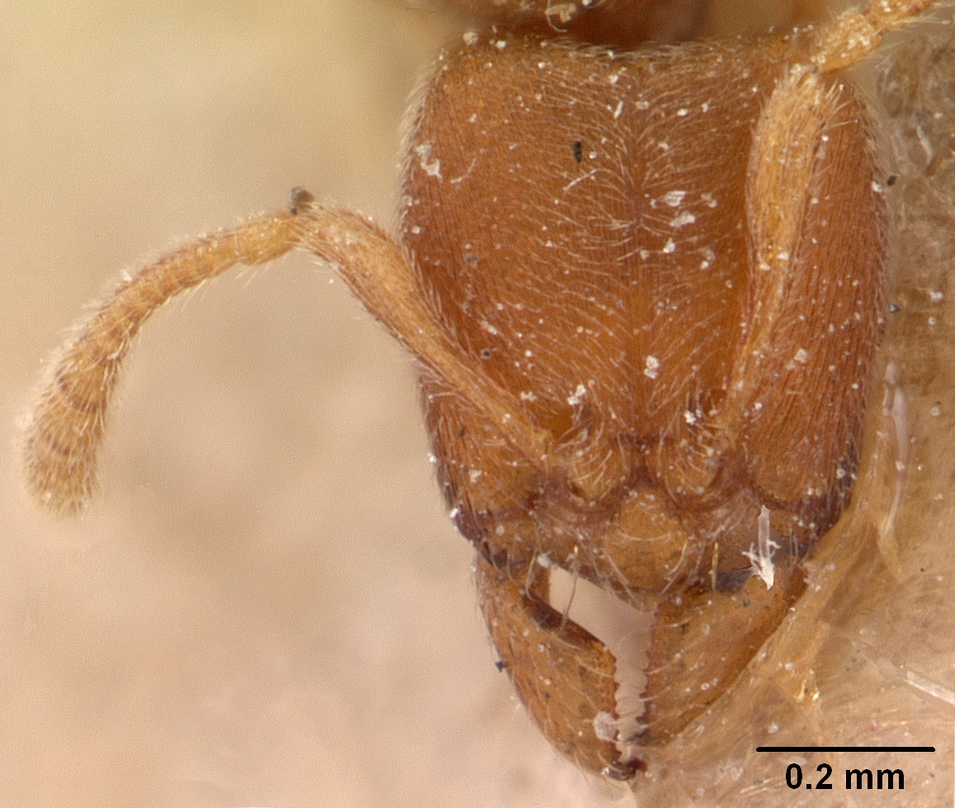